# Anomobryum parvifolium
Anomobryum parvifolium är en bladmossart som beskrevs av Edwin Bunting Bartram 1961. Anomobryum parvifolium ingår i släktet Anomobryum och familjen Bryaceae. Inga underarter finns listade i Catalogue of Life.